# Mirambell (planta)
El mirambell o bellveure (a les Balears) (Kochia scoparia o Bassia scoparia) és una espècie de planta anual nativa d'Euràsia, i ha estat introduïda en altres llocs del món, on es pot trobar en pastius, prats i ecosistemes de deserts arbustius.

## Descripció
Es reprodueix per llavors, que són dispersades pel vent, l'aigua i especialment quan la planta sencera és arrencada i emportada pel vent. La llavor pot resistir un any dins el sòl sense germinar.
Kochia scoparia és una planta de biologia C4 del tipus NADP-ME.

## Usos
Aquesta planta s'utilitza com a aliment humà, en medicina tradicional, com a farratge, en control de l'erosió i en jardineria.

### Tonburi

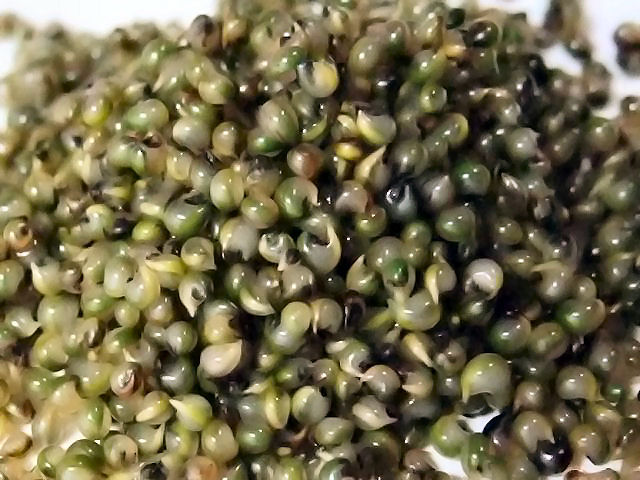
Tonburi.

Les llavors de Kochia scoparia es fan servir per amanir al Japó i s'anomenen tonburi (とんぶり). La seva textura és similar al caviar. Les llavors tenen d'1 a 2 mm de diàmetre i són de color verd fosc i brillants.
El tonburi s'utilitza també en la medicina tradicional xinesa, que li atribueixen propietats contra l'obesitat, confirmades en un estudi sobre ratolins.

### Farratge
Aquesta planta com a farratgera té l'avantatge de créixer en llocs amb certa aridesa.

## Taxonomia
Kochia scoparia va ser descrita per (L.) Schrad., i publicat a Neues Journal für die Botanik 3: 85. 1809.
Sinonímia
- Bassia scoparia (L.) A.J.Scott
- Atriplex scoparia (L.) Crantz
- Bassia sicorica (O.Bolòs i Masclans) Greuter i Burdet
- Bassia sieversiana (Pall.) W.A.Weber
- Bushiola scoparia (L.) Nieuwl.
- Chenopodium scoparia L.
- Kochia densiflora Turcz. ex Aellen
- Kochia parodii Aellen
- Kochia scoparia (L.) Schrad.
- Kochia sicorica O.Bolòs & Masclans
- Kochia sieversiana (Pall.) C.A. Mey.
- Kochia trichophylla hort.
- Salsola scoparia (L.) M.Bieb.
- Salsola sieversiana Pall. ex Steud.
- Salsola songarica Siev. ex Pall.
- Suaeda cinerea Schur
- Suaeda sieversiana Pall.[10]